# Waldemar Komorowski (polityk)
Waldemar January Komorowski (ur. 19 września 1940 w Radomiu) – polski polityk, samorządowiec, poseł na Sejm X kadencji.

## Życiorys
Ukończył w 1962 studia na Akademii Górniczo-Hutniczej w Krakowie. Pracował w Koneckich Zakładach Odlewniczych, Fabryce Łączników w Radomiu, a od 1970 w Odlewni Żeliwa „Stąporków”, której w 1979 został dyrektorem. Sprawował mandat posła na Sejm X kadencji wybranego w okręgu skarżyskim z puli Polskiej Zjednoczonej Partii Robotniczej. Zasiadał w Komisji Polityki Gospodarczej, Budżetu i Finansów, w trakcie kadencji przeszedł do Poselskiego Klubu Pracy.
Od 1998 do 2006 pełnił funkcję przewodniczącego rady powiatu koneckiego z ramienia Sojuszu Lewicy Demokratycznej. W 2006 nie został ponownie wybrany na radnego.
W 1984 otrzymał Złoty Krzyż Zasługi. W 2001 odznaczony Krzyżem Kawalerskim Orderu Odrodzenia Polski.